# Moka

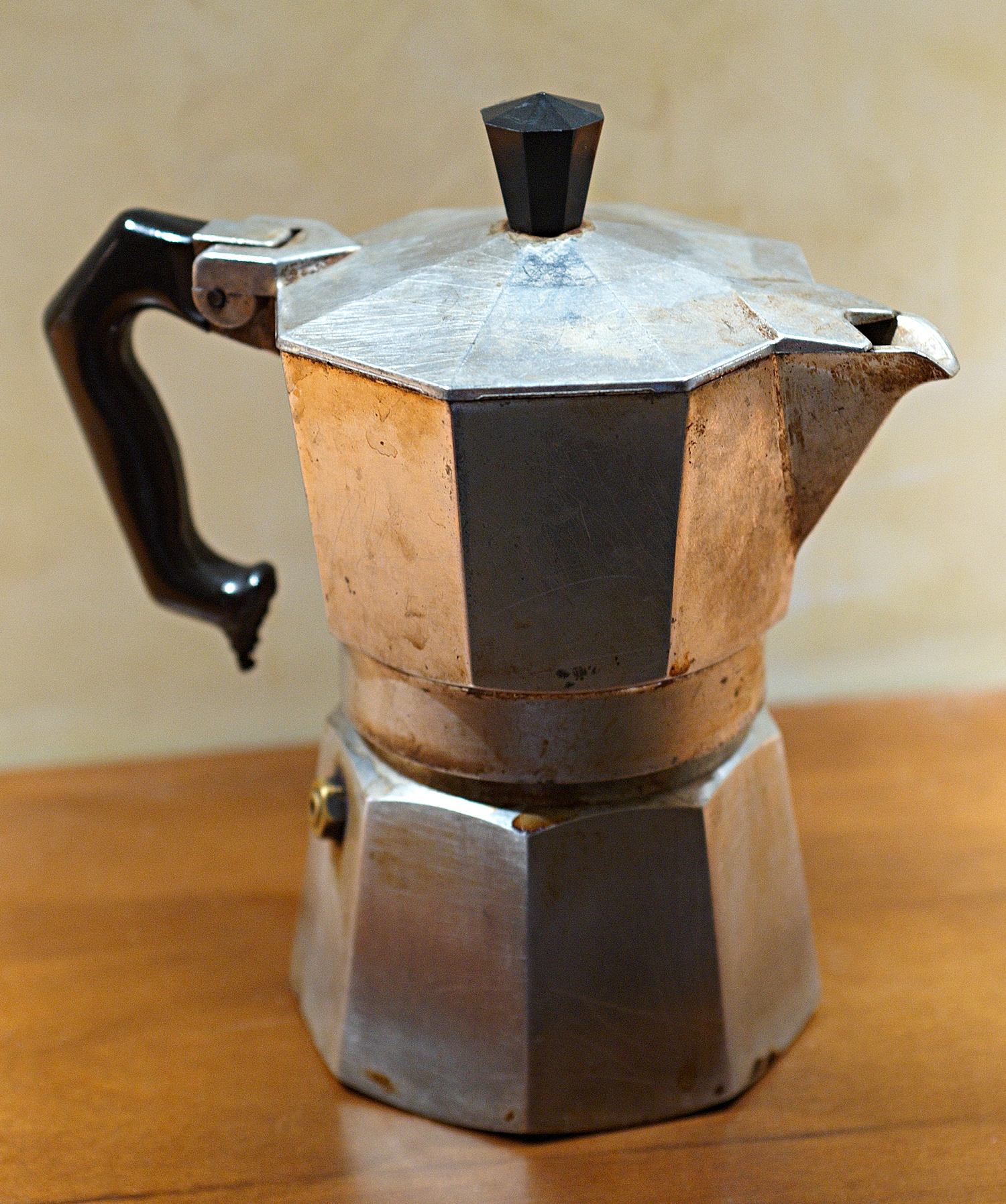
Moka Express

Moka (Moka Express) je přístroj na vaření kávy za použití vysokého tlaku vodní páry. Firma Bialetti (výrobce těchto konviček) je označuje jako kávovar, nikoli jako přístroj na přípravu espressa. Samotný proces vaření se odlišuje jak od přípravy klasické kávy, tak od přípravy espressa připravovaného ve speciálních strojích využívajících vysoký tlak až několika barů, a protože ji tedy nešlo zařadit do žádné z tehdy známých postupů přípravy kávy, vžil se pro ni nový termín MOKA.
Byla vynalezena italským vynálezcem Luigim de Ponti pro inženýra a odborníka na zpracování hliníku Alfonsa Bialettiho již v roce 1933. V současné době již existuje mnoho výrobců zabývající se výrobou těchto obzvláště v Itálii oblíbených konviček.[zdroj?] Společnost Bialetti má na trhu svůj hlavní model známý pod názvem Moka Express. První model byl vyroben z hliníku a umělohmotné rukojeti. Konvičky se vyrábějí v různých velikostech, od jednoho až po osmnáct šálků, a v různých provedeních od klasických hliníkových přes moderní nerezové až po elektrifikované přístroje, jež lehce připomínají moderní kávovary.

## Příprava kávy

Příčný řez

- Do spodní nádobky (A) se nalije voda až do úrovně ventilu umístěného na vnější straně.
- Trychtýř (B), jehož dno je vybaveno jemným sítkem, se plně naplní středně mletou kávou, avšak nesmí se umačkávat.
- Našroubuje se horní nádobka (C), která je na její spodní straně taktéž opatřena sítkem, ale ještě jemnějším. Horní a dolní nádobky se po sešroubování pevně přitáhnou, aby těsně doléhaly na trychtýř.

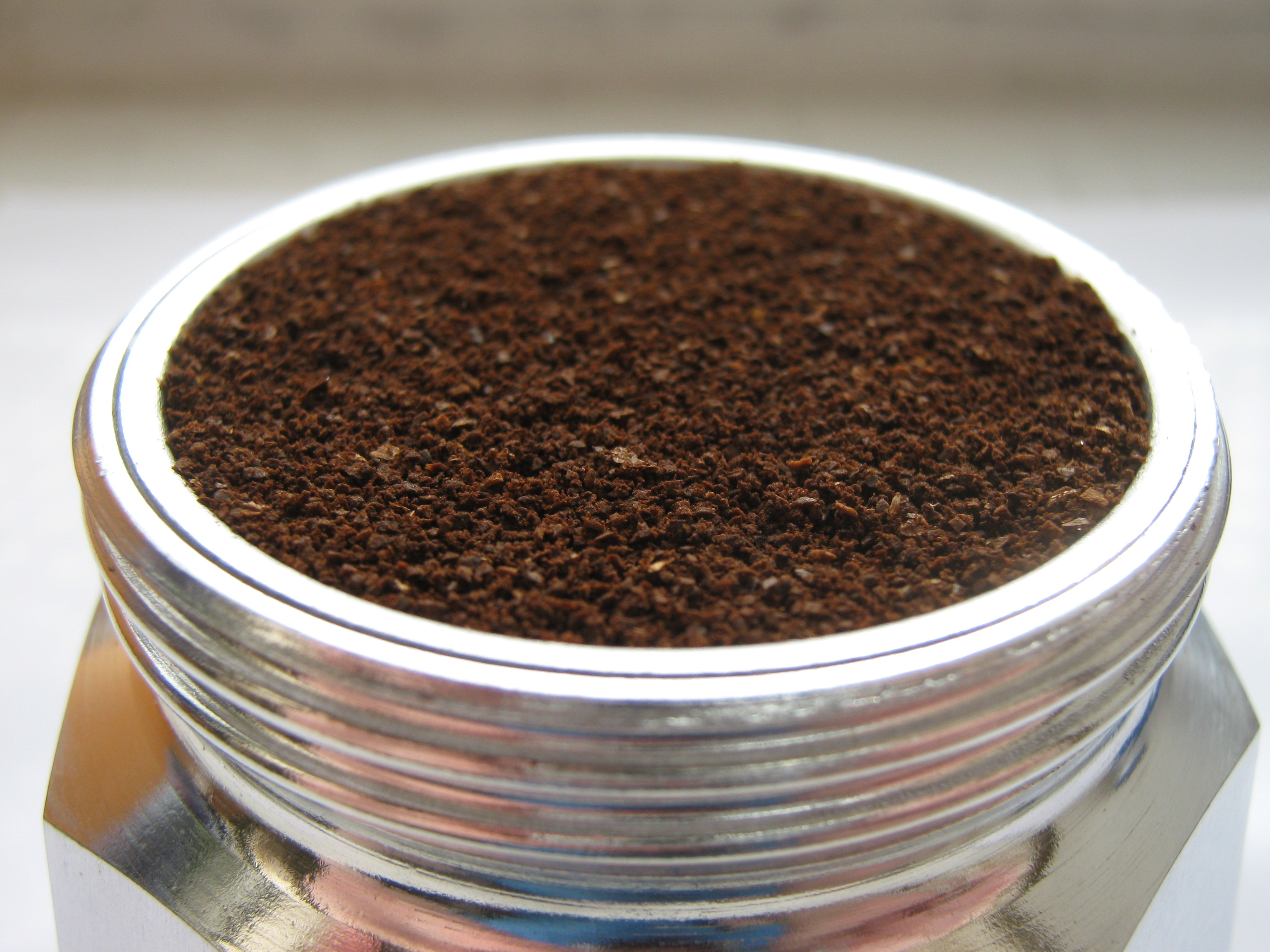
Připravený trychtýř s kávou

Vaří se na mírném ohni. Po několika minutách se ve spodní nádobě začne vytvářet pára, která vytlačí vařící vodu přes trychtýř s kávou do horní části. Ventil umístěný na boční straně spodní nádobky naplněné vodou je bezpečnostní a měl by zabránit přetlaku při ucpání průchodu páry nahoru (např. při ucpaném filtru příliš jemnou kávou). Nemělo by se čekat, až vyteče veškerá voda ze spodní nádobky nahoru, konvice by se měla odstavit těsně před dokončením extrakce.
Do horní nádobky lze nasypat bylinky a kůru a zbytky z vylisovaného ovoce na dochucení chuti kávy. 

## Nevýhody
Pro extrakci kávy ze středně rozemletých zrn je nejvhodnější teplota 93° C. Při přípravě kávy v Moka konvičce ale voda musí dojít k varu, aby vznikla pára, která vodu protlačí. Extrakce tedy zákonitě probíhá při teplotách blížících se ke 100 °C, a káva proto vždy chutná poněkud spáleně.
Hliníkové nádobí je nepoužitelné na většině indukčních vařičů.
Zajímavostí však je, že při výstupu do vyšších nadmořských výšek s klesajícím tlakem vzduchu klesá i teplota varu vody, přibližně o 3° na 1 000 m. Ve výšce okolo 2 000 metrů tedy konvička pracuje už okolo 94 °C a káva chutná ještě lépe.[zdroj?]